# Douglas Sims II

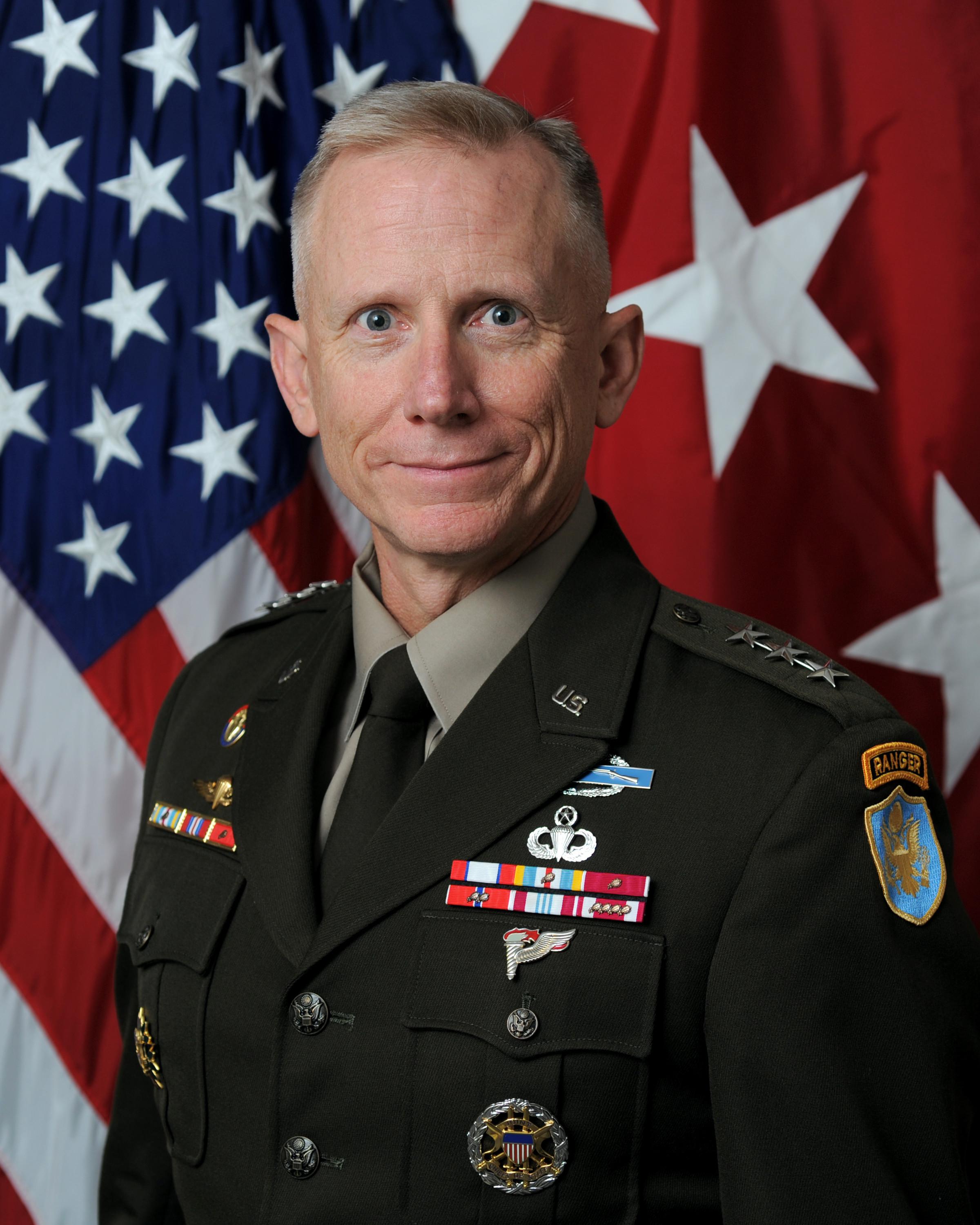
Douglas A. Sims II (2022)

Douglas Arthur Sims II (* um 1969) ist ein Generalleutnant der United States Army. Er war unter anderem Kommandeur der 1. Infanteriedivision.
In den Jahren 1987 bis 1991 durchlief Douglas Sims die United States Military Academy in West Point. Nach seiner Graduation wurde er als Leutnant in das Offizierskorps des US-Heeres aufgenommen. In der Armee durchlief er anschließend alle Offiziersränge vom Leutnant bis zum Drei-Sterne-General.
Im Lauf seiner militärischen Karriere absolvierte Sims verschiedene Kurse und Schulungen. Dazu gehörten unter anderem der Infantry Officer Basic Course, der Infantry Officer Advanced Course, das Command and General Staff College und die Joint and Combined Warfighting School. Außerdem erhielt er einen akademischen Grad von der Webster University. Zudem studierte er am Massachusetts Institute of Technology.
In seinen jüngeren Jahren absolvierte er den für Offiziere in den niederen Rangstufen üblichen Dienst in unterschiedlichen Einheiten und Standorten. Dazu gehörten auch Aufgaben als Stabsoffizier in verschiedenen Hauptquartieren. Zwischenzeitlich war er in den Jahren 1996 bis 1998 Dozent für Militärwissenschaft an der University of Pittsburgh. In den folgenden Jahren kommandierte er militärische Einheiten auf fast allen Ebenen bis zum Divisionskommandeur.
Douglas Sims war Kompanieführer in Fort Richardson in Alaska und in Fort Myer in Virginia. Zwischen Mai 2001 und Juli 2002 gehörte er dem Stab des Militärbezirks um die Bundeshauptstadt Washington, D.C. an. Daran schloss sich sein Studium am Command and General Staff College in Fort Leavenworth in Kansas an. Es folgten verschiedene Aufgaben als Stabsoffizier bei diversen Organisationen und Einheiten. Zwischen Juli 2008 und Januar 2009 war Sims Stabsoffizier beim 2. Kavallerieregiment (Panzer) das in Deutschland stationiert war und dann in den Irak verlegt wurde. Für Sims war dies bereits die zweite Versetzung in den Irak. Bereits in den Jahren 2004 und 2005 war er mit einer Brigade der 25. Infanteriedivision im Irak gewesen.
Zwischen Januar 2009 und Juli 2011 kommandierte Douglas Sims eine Schwadron des 2. Kavallerieregiments das dem V. Korps unterstand und in Deutschland stationiert war, aber dann nach Afghanistan verlegt wurde, wo die Einheit am dortigen Krieg beteiligt war. Zwischen August 2011 und Juni 2012 studierte Sims am Massachusetts Institute of Technology (MIT) (Senior Service College Fellow, Security Studies, Massachusetts Institute of Technology). Wenig später erhielt er das Kommando über das 2. Kavallerieregiment, mit dem er zunächst in Deutschland stationiert und dann erneut in Afghanistan eingesetzt war. Diese Position bekleidete er zwischen Januar 2013 und Juli 2014.
Daran schloss sich eine Versetzung zum Fort Carson an, wo er ab August 2014 bis Juni 2016 Stabschef der 4. Infanteriedivision war. Danach leitete er bis zum Mai 2017 die Stabsabteilung G4 für Logistik und Nachschub der 1. Kavalleriedivision, mit der er ebenfalls nach Afghanistan versetzt wurde. Es folgte seine Versetzung zum Heeresministerium in Washington D.C. wo er zwischen Juni 2017 und Juni 2018 als Director, Operations, Readiness and Mobilization in der kombinierten Stabsabteilung G-3/5/7 tätig war. Am 2. August 2017 erreichte Douglas Sims mit seiner Beförderung zum Brigadegeneral die Generalsränge.
Im Anschluss an diese Berufung verblieb er in der Bundeshauptstadt Washington und wurde zum Stab der Joint Chiefs of Staff versetzt. Dort war er zwischen Juni 2018 und Juni 2020 als Deputy Director for Regional Operations and Force Management in der Stabsabteilung J3 tätig. Nach dem Ende dieses Auftrags erhielt er unter Beförderung zum Generalmajor den Oberbefehl über die in Fort Riley ansässige 1. Infanteriedivision, den er zwischen August 2020 und Mai 2022 innehatte.
Am 10. Juni 2022 erhielt Douglas Sims seine Beförderung zum Generalleutnant. Gleichzeitig wurde er erneut nach Washington D.C. zu den Joint Chiefs of Staff versetzt, wo er bis Januar 2024 das Amt des Director for Operations in dessen Stabsabteilung J3 ausübte. Danach erhielt er die Position des Director of the Joint Staff. Dieses Amt übt er bis heute (Mai 2024) aus.

## Daten der Beförderungen
| Abzeichen | Rang               | Jahr            |
| --------- | ------------------ | --------------- |
|           | Second Lieutenant  | 1. Juni 1991    |
|           | First Lieutenant   | 1. Juni 1993    |
|           | Captain            | 1. Juni 1995    |
|           | Major              | 1. Mai 2002     |
|           | Lieutenant Colonel | 1. Juni 2007    |
|           | Colonel            | 1. Oktober 2012 |
|           | Brigadier General  | 2. August 2017  |
|           | Major General      | 2. Juni 2020    |
|           | Lieutenant General | 10. Juni 2022   |

## Orden und Auszeichnungen
Douglas Sims erhielt im Lauf seiner militärischen Laufbahn unter anderem folgende Auszeichnungen:
- Army Distinguished Service Medal
- Defense Superior Service Medal
- Legion of Merit
- Bronze Star Medal
- Defense Meritorious Service Medal
- Meritorious Service Medal
- Army Commendation Medal
- Army Achievement Medal